# Pernod

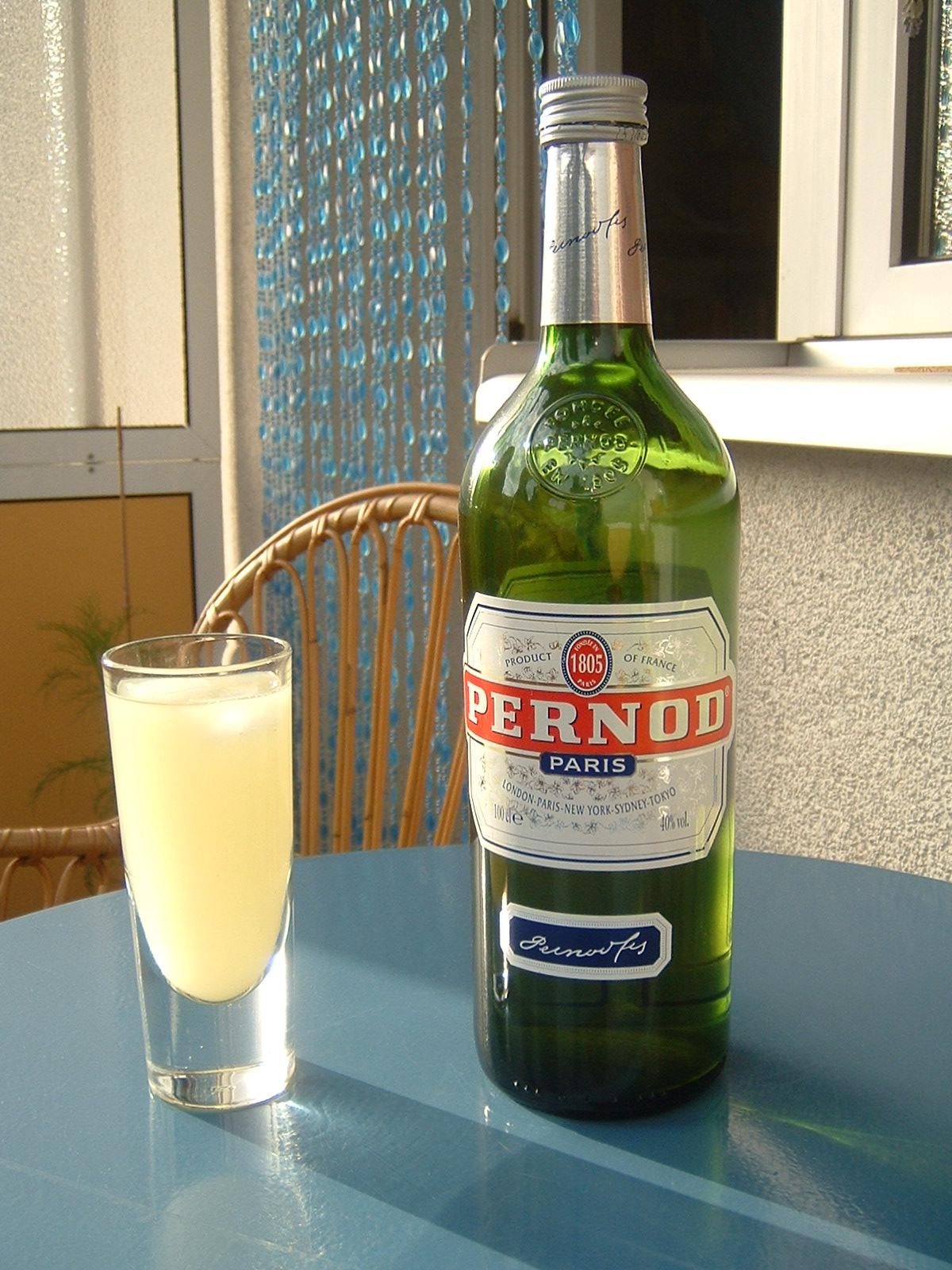
Pernod, im Glas mit Wasser verdünnt

Pernod ist ein Anisée aus Frankreich und eine Marke des Spirituosenkonzerns Pernod Ricard mit einem Alkoholgehalt von 40 Volumenprozent.

## Geschichte
Laut Firmenaussagen geht das Getränk auf den Arzt Pierre Ordinaire zurück. Dieser verkaufte 1797 sein Rezept für Absinth an Major Dubied, der 1805 mit seinem Schwiegersohn Henri-Louis Pernod das Unternehmen Pernod Fils gründete und eine Absinthdestillerie in Pontarlier errichtete. Aufgrund des Verbotes von Absinth wurde 1920 die Rezeptur von Pernod zu ihrer heutigen Art signifikant verändert und enthält nun kein Wermutkraut mehr.
1975 schloss sich Pernod mit dem Konkurrenten Ricard zur Firma Pernod Ricard zusammen.

## Herstellung
Pernod wird mit destillierten Kräuteressenzen hergestellt. Außer mit Anisessenz wird Pernod auch mit Essenzen aus Minze, Fenchel, Koriander und anderen Kräutern gewürzt.
Im Unterschied zu Pastis enthält Pernod nur geringe Mengen an Süßholz. Zusätzlich handelt es sich bei Pastis häufig um einen „Aufgesetzten“, bei dessen Herstellung Kräuter mit Alkohol ziehen gelassen werden (Mazeration).